# Německá národně socialistická strana dělnická
Německá národně socialistická strana dělnická (německy Deutsche nationalsozialistische Arbeiterpartei, DNSAP) byla radikálně etnická, antikomunistická a antisemitská strana německé menšiny v první Československé republice, úzce spolupracující s Hitlerovou NSDAP ve Výmarské republice.
Strana vznikla roku 1919 v návaznosti na Deutsche Arbeiterpartei (DAP), založenou 1904 v Praze, která působila v Rakousku-Uhersku a po rozpadu habsburské monarchie se v roce 1919 rozdělila na rakouskou a československou větev. Strana neuznala příslušnost Sudet do Československa ani existenci československého státu. V parlamentních volbách v roce 1920 strana relativně uspěla v rámci koalice Německá volební pospolitost (Deutsche Wahlgemeinschaft), v níž se sdružila s Německou nacionální stranou.
DNSAP se v Československu vyvinulo ve fašistické hnutí, které se stále více orientovalo na německý nacionální socialismus. Mělo vlastní milice Volkssport. Rozpustila se v září 1933, aby předešla zákazu uloženému pak 7. října 1933 zakázána, a její členská základna přešla do Sudetoněmecké strany.